# Logisticus spinipennis
Logisticus spinipennis är en skalbaggsart som beskrevs av Leon Fairmaire 1893. Logisticus spinipennis ingår i släktet Logisticus och familjen långhorningar.
Artens utbredningsområde är Madagaskar. Inga underarter finns listade i Catalogue of Life.